# Fontaine-Simon
Fontaine-Simon – miejscowość i gmina we Francji, w Regionie Centralnym, w departamencie Eure-et-Loir.
Według danych na rok 1990 gminę zamieszkiwało 760 osób, a gęstość zaludnienia wynosiła 45 osób/km² (wśród 1842 gmin Regionu Centralnego Fontaine-Simon plasuje się na 510. miejscu pod względem liczby ludności, natomiast pod względem powierzchni na miejscu 796.).